# 宗谷村
宗谷村（そうやむら）は、北海道宗谷支庁北部に存在した村である。宗谷郡に属していた。1955年に稚内市に編入された。
宗谷は江戸時代から開け、間宮林蔵や松浦武四郎などの探検家も立ち寄っている。

## 地理
宗谷管内北部に位置する。西部は宗谷湾、北部は宗谷海峡、東部はオホーツク海に面し、南部は山間。
- 河川：増幌川
- 岬：宗谷岬
- 島：竜神島
- 字：富磯、宗谷、増幌、清浜、珊内、大岬（現・宗谷岬）、峰岡、東浦ほか

### 隣接していた自治体
- 宗谷支庁：稚内市、猿払村

## 沿革
- 1879年 戸長役場設置（稚内市の開基とされる。）
- 1900年 稚内村を分離する。
- 1924年 猿払村を分離。
- 1955年2月1日 稚内市に編入されて廃止。

歴代村長
- 澤内 精治 （1947年（昭和22年）4月 - 1955年（昭和30年）1月・2期）

## 経済
- 漁業と酪農が盛んである。

### 漁業
- 富磯漁港
- 宗谷漁港
- 第一清浜漁港
- 第二清浜漁港
- 大岬漁港
- 東浦漁港

## 教育
- 中学校
  - 富磯
  - 宗谷
  - 大岬

現在の稚内市立宗谷中学校は稚内市に編入後の1967年に上記3校を統合して開校。
- 小学校
  - 富磯
  - 宗谷
  - 大岬

- 小中学校
  - 増幌
  - 東浦
  - 峰岡（1971年に廃校）

## 交通

### 鉄道
村内に鉄道路線なし。

### 道路
- 一般国道
  - 国道238号